# Icarus (revista)
Icarus é uma revista de divulgação científica dedicada ao campo da ciência planetária. Seu proprietário e editor inicial foi Academic Press, que logo foi comprada pela Elsevier. É publicada com o patrocínio da Divisão de Ciências Planetárias (DPS) da Sociedade Astronômica Americana.
A revista é denominada em honra ao personagem da mitologia grega Ícaro.